# Mourad Amirkhanian
Pour les articles homonymes, voir Amirkhanian.
Mourad Amirkhanian, né le 6 juillet 1974 à Gyumri, en Arménie, dit Adam Barro, est un artiste lyrique d'origine arménienne résidant en France, qui, depuis 2015, se produit sous le nom de Adam Barro.

## Biographie
Après son cycle de perfectionnement et de spécialisation au Conservatoire supérieur d'Arménie, ce jeune baryton-basse, lauréat en 2003 du Concours international de chant de l'UFAM, a obtenu son diplôme de l'École normale de musique de Paris en 2004 et son diplôme supérieur Schola Cantorum. Il a également participé à des master-classes de maîtres prestigieux, comme José van Dam, Renata Scotto, François le Roux, Caroline Dumas, Mireille Alcantara ou Dalton Baldwin. De récents concerts, et notamment un récital organisé en février 2006 Salle Cortot à Paris, avec la participation de la soprano Claire Parizot et du pianiste Genc Tukiçi, l'ont imposé, dans le milieu musical, comme l'un des artistes de niveau international les plus prometteurs de sa génération.
En mai 2016, il a remporté le Grand Prix du Concours International de Chant de Chieti, en Italie.
En février 2018, il se voit décerner le Grand Prix 2018 du concours international « Stars of the Albion », dans la catégorie Professionnel.

## Son œuvre
Mourad Amirkhanian a enregistré Rigoletto de Verdi en version cinématographique dans le rôle de Sparafucile (DVD paru en 2003) et Samson et Dalila dans le rôle d'Abimélech (DVD paru en 2007). En juillet 2006, il a participé, comme acteur-chanteur, au tournage du film-opéra Opera Spanga réalisé par Korina van Eyck.
Le 9 janvier 2007, il a figuré, avec Genc Tukiçi, Hermineh Yerissian et Laurent Boutros, au programme d'une soirée Lyrique en Fête, dans le cadre de France Arménie 2007, salle Cortot, à Paris. Le 12 octobre 2007, il s'est produit de nouveau salle Cortot, avec le pianiste Vahan Mardirossian.
Le 23 novembre 2008, il participe avec plusieurs autres artistes et l'orchestre de chambre Euridys, au gala souvenir organisé en la cathédrale Sainte-Croix-des-Arméniens, à Paris, pour commémorer les vingt ans du tremblement de terre de 1988 en Arménie.
Afin de rendre accessible au plus grand nombre la musique lyrique, il a créé en 2006 l'association Fa-Sol-La qui a permis entre autres l'organisation du concert en mémoire du tremblement de terre de 1988 en Arménie.
Le 16 janvier 2013, il s'est produit avec Vahan Mardirossian, Dana Ciocarlie et Karine Babjanyan, salle Gaveau à Paris.
Le 8 décembre 2013, il s'est produit, avec notamment le violoncelliste Dominique de Williencourt,  salle Gaveau à Paris, à l'occasion d'un récital intitulé « Merci la France ! C'est l'Arménie qui se souvient — 25 après... Le tremblement de terre en Arménie ».
En 2017, il fait partie des membres-fondateurs du Cercle InterHallier.
Le 28 septembre 2019, il est, avec la soprano Anna Kasyan, la tête d'affiche du concert organisé en hommage à Komitas en l'Église de la Madeleine à Paris.
En mai 2024, il est « le prophète » dans L'Apocalypse d'Icare, opéra en quatre tableaux de Dominique de Williencourt, en création mondiale à Paris, au Cirque d'hiver.